# Anders Danielsen Lie
Anders Danielsen Lie (ur. 1 stycznia 1979 w Oslo) – norweski aktor filmowy i muzyk, a zarazem praktykujący lekarz.

## Życiorys
Danielsen Lie zadebiutował w wieku 11 lat w roli tytułowej Hermana (1990) Erika Gustavsona. Jest najbardziej znany z czołowych ról w wielokrotnie nagradzanych Reprise (2006) i Oslo, 31 sierpnia (2011), duńsko-norweskiego reżysera Joachima Triera. Ten drugi został zaprezentowany w sekcji "Un Certain Regard" na 64. MFF w Cannes.
11 kwietnia 2011 Danielsen Lie wydał album This Is Autism. Był to album koncepcyjny z muzyką napisaną, wykonaną i wyprodukowaną przez samego Danielsena Lie, luźno oparty na nagraniach z dzieciństwa.
Lie jest synem wielokrotnie nagradzanej nagrodą Amandy aktorki Tone Danielsen. Jest mężem norweskiej modelki Iselin Steiro, z którą mają córkę.
W trakcie kręcenia filmu Reprise aktor studiował medycynę. Po jego realizacji wrócił do pracy w klinice, która udzielała darmowych porad seksualnych nastolatkom.
Do roli w filmie Oslo, 31 sierpnia musiał nabrać ciała i zainteresować się środowiskiem narkomanów; przeprowadził wywiady z terapeutami, byłymi i aktywnymi narkomanami (w tym z przyjacielem reżysera), uczęszczał na spotkania Anonimowych Narkomanów oraz pracował jako lekarz w klinice dla uzależnionych.
Jest współautorem książki dla młodzieży Sex og sånt. Pisze felietony na temat seksu do dziennika „Dagbladet”.
Danielsen Lie zagrał Andersa Breivika w filmie 22 lipca (2018) produkcji Netflixa.

## Filmografia

### Filmy
| Rok  | Tytuł                         | Rola               |
| ---- | ----------------------------- | ------------------ |
| 1990 | Herman                        | Herman             |
| 2006 | Reprise                       | Phillip            |
| 2009 | Skjult                        | Peter              |
| 2010 | Tomme Tønner                  | Nico               |
| 2011 | Oslo, 31 sierpnia             | Anders             |
| 2014 | Fidelio: Alice's Odyssey      | Felix              |
| 2015 | Ce sentiment de l'été         | Lawrence           |
| 2016 | Stylistka (Personal Shopper)  | Erwin              |
| 2016 | Approaching the Unknown       | Greenstreet        |
| 2017 | Rodin                         | Rainer Maria Rilke |
| 2017 | Noc pożera świat              | Sam                |
| 2018 | 22 lipca                      | Anders Breivik     |
| 2021 | Najgorszy człowiek na świecie | Aksel              |

### Seriale TV
| Rok  | Tytuł            | Rola                   |
| ---- | ---------------- | ---------------------- |
| 2010 | Koselig med peis | Terje                  |
| 2016 | Układ            | Johannes Ritter Hansen |
| 2011 | Nobel            | Jon Petter Hals        |